# Chordodes ornatus
Chordodes ornatus är en tagelmaskart som först beskrevs av Grenacher 1868.  Chordodes ornatus ingår i släktet Chordodes och familjen Chordodidae. Inga underarter finns listade i Catalogue of Life.